# DD-915 충북
DD-805 USS 셔벌리어 (미국 해군) 또는 DD-915 충북 (대한민국 해군)은 기어링급 구축함의 한 척으로서 가프리 셔벌리어 미 해군 소령의 이름을 따서 붙인 함정이다.

## 미국 해군
이 함은 1944년 10월 29일 메인주 배스(Bath)에서 진수했고, 1945년 1월 9일 정식으로 취역하여, 제2차 세계 대전에 참전했다.
제2차 세계대전 종전이후, 셔벌리어함은 1946~47년과 1948~49년 서태평양에서 임무 수행을 마쳤고, 샌디에고에서 지방 작전을 통해 준비를 유지했다. 1949년 3월 18일, 셔벌리어함은 레이더 피켓 구축함인 DDR-805로 재분류되었고, 1949년 여름과 가을 동안 하와이 제도에서 작전을 수행했다.
1950년 한국전쟁이 발발하자, 같은해 7월 6일부터 1951년 3월 25일까지, 1951년 10월 15일부터 1952년 5월 31일까지, 1953년 1월 2일부터 1953년 8월 22일까지 극동에서 활동했다.

## 대한민국 해군
1972년, DD-805 USS 셔벌리어는 대한민국 해군에 인도되어 DD-915 충북으로 이름을 바꾸고 대한민국 해군 구축함으로 취역했으며, 폐기 처분을 목적으로 팔린 후에 2000년 12월에 해체되었다.